# Pipe band
Genres dérivés
Bagad
Un pipe band, ou corps de cornemuses, est un ensemble musical constitué de sonneurs de cornemuses et de batteurs, originaire d'Écosse, et développé à partir du milieu du XIXe siècle. Le terme utilisé par les pipe bands militaires, « Pipes and Drums », est très fréquent.
Un pipe band est un ensemble musical très courant dans les pays anglo-saxons de par la diaspora écossaise et irlandaise. On recense aujourd'hui plus de 5 000 pipe bands à travers le monde,

## Description

### Composition générale
La forme la plus connue du pipe band est le pipe band écossais qui consiste en une section de sonneurs de la grande cornemuse écossaise des Highlands, appelée great Highland bagpipe, et d’une section rythmique composée de caisses claires (snare drummers), de ténors (tenor drummers) et d’un tambour basse (bass drummer). La « bass section » concerne les ténors et le tambour basse. L’ensemble suit la direction du pipe major. En défilé il peut être dirigé par un drum major qui, pour ce faire, utilise un bâton de commandement appelé « mace ».
La formation standard pour un pipe band inclut de 6 à 25 cornemuses, 3 à 10 caisses claires, 1 à 4 ténors et une basse. Occasionnellement, des instruments additionnels peuvent être ajoutés comme des percussions africaines ou des claviers, mais cela est généralement réalisé lors de concerts.

### Formation en marche
Les pipe bands peuvent se produire en statique mais jouent le plus souvent en défilant.
Le drum-major, ou tambour major, précède les musiciens. Il lance les ordres et donne le départ des morceaux. Pendant le défilé, tous les musiciens se concentrent sur son stick ou mace, un bâton de commandement dont les mouvements permettent d'organiser les manœuvres (suspendre la marche, amorcer un virage, former un cercle, amorcer un demi-tour en tiroir...), et synchronisent l'arrêt de l'exécution d'un morceau.
Suivent les sonneurs de cornemuse, ou pipers. Le premier d'entre eux, le pipe-major, est la référence musicale et une autorité au sein de la formation.
Les percussionnistes ou drummers terminent la formation, dont la structure est dictée par des contraintes acoustiques : les instruments qui donnent et soutiennent le rythme sont placés à l'arrière, de telle sorte que les pipers les entendent aisément. On trouve trois types de tambours dans cette section : les caisses claires,  qui interprètent l'essentiel de la partie rythmique, la "basse" qui donne le tempo pour toute la formation, et enfin les toms,  ou "ténors" discrets à l'oreille mais très importants pour l'œil, en raison des moulinets que le musicien exécute avec ses mailloches et dont le public est friand.

### Répertoire musical
- Highland Cathedral
- Amazing Grace
- Scotland the Brave

## Histoire
La composition du pipe band a trouvé son origine au sein des armées impériales britanniques, lorsque les sonneurs de cornemuse écossaise se sont rapprochés des tambours anglais. Cette origine militaire est toujours sensible actuellement: un pipe band s'apprécie pour la qualité de sa musique mais aussi pour sa tenue rigoureuse et ses manœuvres impeccables, effectuées au pas.

## Répartitions

### Pays anglosaxons
Quelques pipe bands :
- Glasgow Police Pipe Band
- Field Marshal Montgomery Pipe Band
- Prince Charles Pipe Band

### En Bretagne
Plusieurs pipe bands existent en Bretagne compte tenu des liens forts entre musique bretonne et musique écossaise. Plusieurs bagadoù ont d'ailleurs créé au sein de leur formation une section "pipe band".
Historiquement, le premier groupe constitué est le Pipe band An Ere en 1969. Certains de ces groupes participent au Championnat du monde de pipe band tous les ans, comme le Pipe Band Cap Caval (en 1re catégorie), ou le Brieg Pipe Band (en 2e catégorie).
La plupart de ces ensembles sont issus de bagadoù, et en constituent une de leurs sections. Des groupes autonomes existent toutefois, mais sont minoritaires.